# Terra di Re Federico VIII
La Terra di Re Federico VIII è un territorio nel nord-est della Groenlandia dedicato a re Federico VIII di Danimarca; è situata nel Parco nazionale della Groenlandia nordorientale, fuori quindi da qualsiasi comune. Confina a sud con la Terra di Re Cristiano X; si affaccia a nord-ovest sul Danmark Fjord e ad est sul Mare di Groenlandia, mentre l'estrema punta settentrionale, il Capo Nord-est, tocca il Mare Glaciale Artico. Sulla costa nella parte sud si trova il villaggio di Danmarkshavn.